# Prince Edward—Lennox
Pour les articles homonymes, voir Lennox.
Prince Edward—Lennox fut une circonscription électorale fédérale de l'Ontario, représentée de 1925 à 1968.
La circonscription de Prince Edward—Lennox a été créée en 1924 avec des parties de Prince Edward et de Lennox et Addington. Abolie en 1966, elle fut redistribuée parmi Prince Edward—Hastings, Kingston et les Îles et Frontenac—Lennox et Addington.

## Géographie
En 1924, la circonscription de Prince Edward—Lennox comprenait:
- Le comté de Prince Edward
- Dans le comté de Lennox et Addington
  - Les cantons d'Adolphustown, Amherst Island, Fredericksburg North et South et Richmond

En 1933, le canton d'Ernestown dans le comté de Lennox et Addington fut ajouté à la circonscription.

## Députés
1. 1925-1930 — John Hubbs, CON
2. 1930-1935 — John Aaron Weese, CON
3. 1935-1957 — George James Tustin, CON/PC
4. 1957-1962 — Clarence Adam Milligan, PC
5. 1962-1968 — Almonte Douglas Alkenbrack, PC

- CON = Parti conservateur du Canada (ancien)
- PC = Parti progressiste-conservateur